# Syd Field
Syd Field (Hollywood, 1935. december 19. – Beverly Hills, 2013. november 17.) amerikai forgatókönyv-szakértő, aki számos művet írt, műhelyt és szemináriumot tartott az eladható forgatókönyvek témájában. Számos hollywoodi filmproducer veszi figyelembe elképzeléseit a forgatókönyvek szerkezetéről, mikor a könyvekben rejlő potenciált keresik.
Forgatókönyvírást tanított a Dél-kaliforniai Egyetem szakíró mesterképzésén. Olyan televíziós sorozatok producere és írója volt 1963 és 1965 között a David L. Wolper Productionsnél, mint a Men in Crisis, a Hollywood and the Stars, a National Geographics és a Jacque Cousteau Specials.
Hemolitikus anémiában halt meg 77 évesen Beverly Hills-i otthonában.

## Művei
- Forgatókönyv – A forgatókönyvírás alapjai (Screenplay) (1979)
- Forgatókönyvírók kézikönyve – A sikeres forgatókönyvírás gyakorlati lépései (The Screenwriter's Workbook) (1984)
- Selling a Screenplay: The Screenwriter's Guide to Hollywood (1989)
- Four Screenplays: Studies in the American Screenplay (1994)
- Forgatókönyvírók munkafüzete – Így vegyük észre, így oldjuk meg, ha gond van a forgatókönyvvel (The Screenwriter's Problem Solver: How To Recognize, Identify, and Define Screenwriting Problems) (1998)
- Going to the Movies: A Personal Journey Through Four Decades of Modern Film (2001)
- The Definitive Guide to Screenwriting (2003)

### Magyarul megjelent művei
- Forgatókönyvírók kézikönyve. A sikeres forgatókönyvírás gyakorlati lépései; Cor Leonis, Bp., 2010
- Forgatókönyv  forgatókönyvírás alapjai alauz lépésről lépésre, az ötlettől a kész könyvig; ford. Köbli Norbert; Cor Leonis, Bp., 2011
- Forgatókönyvírók munkafüzete avagy Így vegyük észre, így oldjuk meg, ha gond van a forgatókönyvvel; ford. Bocsor Péter; Cor Leonis, Bp., 2013

## Fordítás
- Ez a szócikk részben vagy egészben  a   Syd Field című angol Wikipédia-szócikk ezen változatának fordításán alapul.  Az eredeti cikk szerkesztőit annak laptörténete sorolja fel. Ez a jelzés csupán a megfogalmazás eredetét és a szerzői jogokat jelzi, nem szolgál a cikkben szereplő információk forrásmegjelöléseként.